# Miko Peled
Miko Peled (em hebraico:  מיקו פלד; Jerusalém, 1961) é um ativista pacifista pró-Palestina e antissionista, e instrutor de caratê israelo-estadunidense. É autor do livro The General's Son: Journey of an Israeli in Palestine.
Seu avô, Avraham Katznelson (1888 – 1956), importante figura sionista durante o Mandato Britânico da Palestina, foi um dos signatários da Declaração de Independência do Estado de Israel. Seu pai, Mattityahu Peled (1923 – 1995), foi um general do Exército de Israel, herói da guerra de  1948 e um dos comandantes da guerra de 1967, posteriormente convertido em pacifista radical, defensor do diálogo entre Israel e a OLP, e um duro crítico da colonização israelense dos Territórios Palestinos - de cuja conquista ele mesmo participara. O próprio Miko pertenceu às forças especiais das IDF. Tais antecedentes o tornam uma voz singular na defesa de uma Palestina livre.
É irmão da acadêmica e militante pacifista israelense Nurit Peled-Elhanan (1949).